# Licinio Egnazio Mariniano
Licinio Egnazio Mariniano (in latino Licinius Egnatius Marinianus; fl. 268) è stato un politico romano, console nel 268.

## Biografia
Non molto è noto di Mariniano. Secondo alcune interpretazioni, sarebbe stato il terzo figlio dell'imperatore Gallieno, il cui nome completo era Publio Licinio Egnazio Gallieno e la cui madre si chiamava Mariniana, e di Cornelia Salonina. 
Mariniano fu eletto console nel 268, ultimo anno di regno di Gallieno.
Zonara racconta che dopo la morte dell'imperatore, avvenuta fuori Milano per tradimento dei suoi generali che elessero Claudio il Gotico come suo successore, alcuni facinorosi uccisero a Roma il figlio e il fratello dell'imperatore; probabilmente si trattò di Mariniano e Valeriano il giovane.